# ATP Challenger Mallorca-2
Der ATP Challenger Mallorca (offiziell: Mallorca Challenger) war ein Tennisturnier, das zwischen 1996 und 1997 auf Mallorca, Spanien, stattfand. Es gehörte zur ATP Challenger Tour und wurde im Freien auf Hartplatz gespielt.

## Liste der Sieger

### Einzel
| Jahr | Sieger           | Finalgegner        | Ergebnis |
| ---- | ---------------- | ------------------ | -------- |
| 1997 | Álex López Morón | Orlin Stanoitschew | 6:4, 6:4 |
| 1996 | Dominik Hrbatý   | Dirk Dier          | 6:3, 6:2 |

### Doppel
| Jahr | Sieger                          | Finalgegner                | Ergebnis |
| ---- | ------------------------------- | -------------------------- | -------- |
| 1997 | Massimo Ardinghi Guillaume Marx | Devin Bowen Tamer El Sawy  | 6:3, 6:2 |
| 1996 | Cristian Brandi Filippo Messori | Dominik Hrbatý David Škoch | 7:6, 6:2 |